# 布鲁马 (足球运动员)
阿尔明多·图埃·纳·班格纳（Armindo Tué Na Bangna，1994年10月24日—），别名布鲁马（Bruma），是葡萄牙的职业足球运动员，司职翼锋，現效力於葡超球隊賓菲加。他也代表葡萄牙国家足球队參賽。

## 榮譽
加拉塔薩雷
- 土耳其超級足球聯賽：2014–15
- 土耳其盃：2013–14, 2014–15
- 土耳其超級盃：2016

奧林匹亞科斯
- 希臘足球超級聯賽：2020–21

PSV
- 荷蘭盃：2021–22[2]
- 告魯夫盾：2021[3]

布拉加
- 葡萄牙聯賽盃：2023–24[4]

個人
- 葡萄牙足球甲級聯賽年度突破球员：2012–13[5]
- FIFA U-20 World Cup Silver Shoe：2013[6]
- 歐洲U-21足球錦標賽铜靴奖：2017[7]
- 希臘足球超級聯賽每月最佳球员：April 2021[8]
- 荷甲每月最佳球员：August 2021[9]
- 荷甲每月最佳陣容：2021年8月